# Аграрный университет Грузии
Аграрный университет Грузии (груз. საქართველოს აგრარული უნივერსიტეტი) — частное высшее учебное заведение сельскохозяйственного профиля в Тбилиси. Основан с 1929 году.

## История

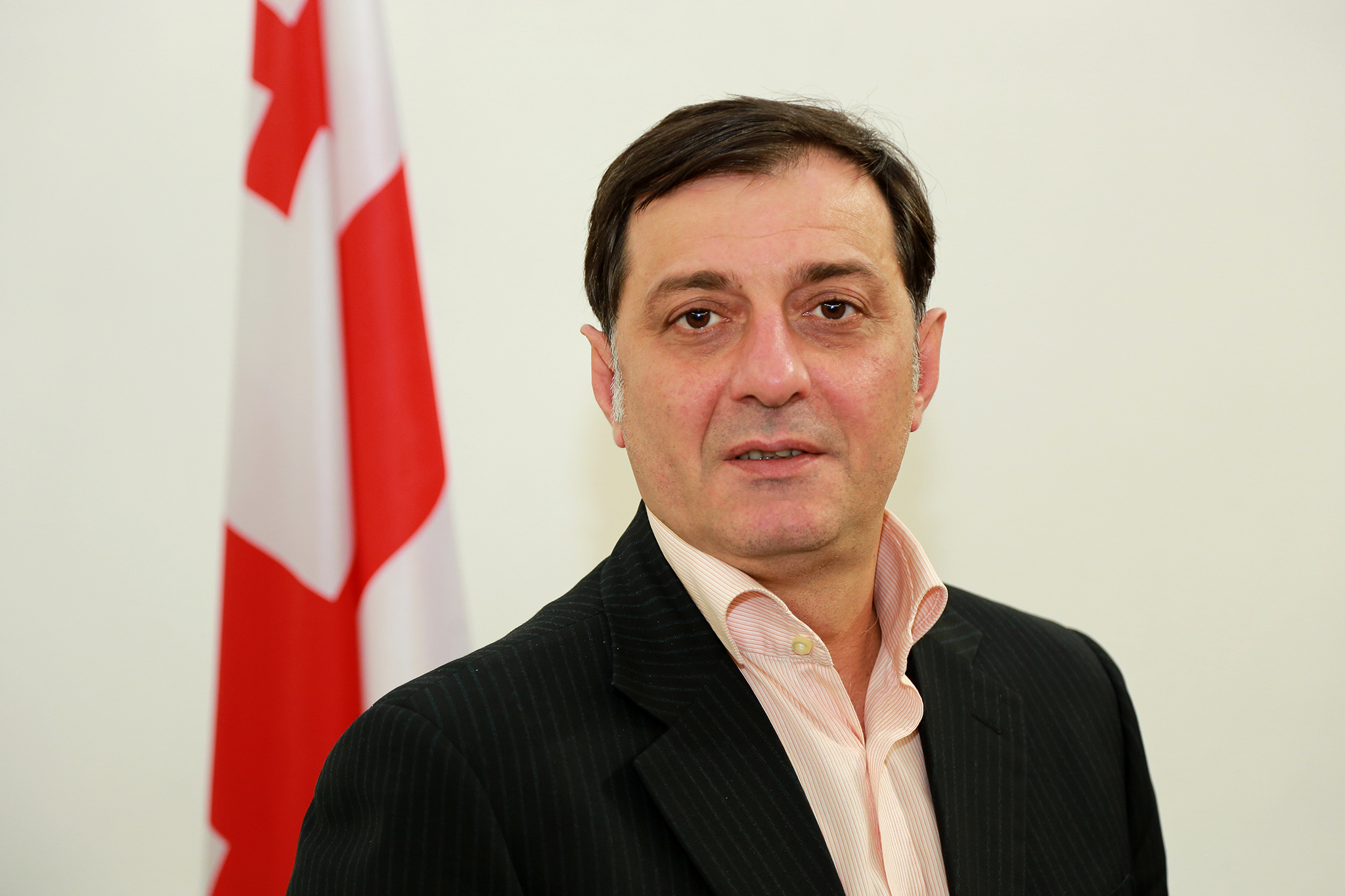
Ректор университета Вахтанг Лежава

В 1917 году на сельскохозяйственном отделении в Политехнического института работало два факультета — сельского и лесного хозяйств. В 1919 году в Государственном университете был открыт факультет сельского хозяйства, на основе которого в 1921 году был образован факультет агрономии. 
В 1929 году на базе агрономического факультета Тифлисского государственного университета был создан Сельскохозяйственный институт Грузии.
В 1932 году из Сельскохозяйственного института был выделен зоологический факультет и на его базе создан Зоотехнический ветеринарный институт, который в 1959 году был передан в Институт ветеринарных исследований Грузии и получил название Зоотехническо-ветеринарный учебно-исследовательский институт. 
По состоянию на 1970 год в Сельскохозяйственном институте Грузии существовали следующие факультеты: агрономический; плодоводства, виноградарства и технологии сельскохозяйственных продуктов; шелководства; экономический; лесохозяйственный; механизации и электрификации сельского хозяйства; заочный и факультет повышения квалификации специалистов сельского хозяйства.
В 1999 году вуз получил название Государственная зоологическая и ветеринарная академия Грузии. С 2003 года назывался Государственный зоолого-ветеринарный университет Грузии. Позже в него вошли часть сельскохозяйственного факультета Батумского государственного университета, а также региональные учреждения и филиалы, после чего с 2011 года он стал называться Аграрный университет Грузии.
В 1946 году Сельскохозяйственный институт Грузии был награждён орденом Трудового Красного Знамени, чего удостаивались немногие вузы СССР. 
Является быстрорастущим высшим учебным заведением Грузии. По средним баллам абитуриентов, уже поступивших в 2018 году, университет занял второе место среди примерно 60 университетов в Грузии. Партнёрами аграрного университета являются 13 университетов в Европе, Америке и Азии, что позволяет студентам участвовать в программах межвузовского обмена. Обучение в университете осуществляется по программам бакалавриата, магистратуры и докторантуры.
По состоянию на 2015 год являлся четвёртым вузом среди десяти самых популярных университетов Грузии.

## Структура
- Факультет аграрных и естественных наук
- Инженерно-технологический факультет
- Факультет бизнес-администрирования

## Ректоры
Ректором вуза с августа 2016 года является Вахтанг (Вато) Лежава.